# Masahiro Takahashi
Masahiro Takahashi (高橋 昌大 Takahashi Masahiro?), född 31 maj 1985 i Ibaraki prefektur, är en japansk före detta fotbollsspelare.
Takahashi började sin karriär 2008 i Mito HollyHock. 2009 flyttade han till MIO Biwako Kusatsu. Han avslutade karriären 2009.